# Ryu (Street Fighter)
Ryu (リュウ?) es un personaje ficticio perteneciente a la serie de videojuegos Street Fighter desarrollada por Capcom. Es uno de los personajes principales desde el primer videojuego de la saga Street Fighter, que fue lanzado en 1987. Se muestra como un personaje centrado en entrenar y luchar para superarse a sí mismo, independientemente del resultado, y es considerado como uno de los arquetipos de protagonista en los videojuegos de lucha.
Ryu junto a su mejor amigo Ken Masters, son los únicos personajes que han aparecido en todos los videojuegos de Street Fighter, también aparecen en adaptaciones de la serie de videojuegos Street Fighter al manga, anime, historietas, cine y televisión.

## Concepto y diseño
Ryu es un artista marcial tradicional vestido con un gi blanco, guantillas y una cinta en la frente, generalmente de color rojo, aunque también blanca y negra, que prefiere luchar descalzo. Los símbolos japoneses de Fūrinkazan (風林火山 lit. «viento, bosque, fuego y montaña»?) aparecen frecuente en su cinturón y guantes. Su diseño se ha mantenido con muy pocos cambios desde su creación; entre las modificaciones más notables que ha sufrido se encuentra que en su primera aparición tenía pelo rojo y usaba sandalias y que en Street Fighter 6 viste un estilo diferente de Gi y sandalias.
Ryu fue creado por Takashi Nishiyama y diseñado por Manabu Takemura, inspirado en el artista marcial japonés de origen coreano Masutatsu Ōyama, en cuya vida se basa el manga y anime Karate Baka Ichidai de Ikki Kajiwara. Nishiyama creció viendo este anime; la habilidad y filosofía de Oyama lo impresionaron a tal grado que fueron la inspiración para crear el primer juego de Street Fighter. Dado que, además de Ken, Ryu era el único personaje jugable en el primer Street Fighter, se le dio una imagen fácilmente identificable.
Capcom mantuvo a Ryu en Street Fighter II como uno de sus protagonistas y representante de las artes marciales japonesas. Muchos de los elementos distintivos de su diseño se introdujeron en este juego y desde entonces se han hecho rediseños para reflejar su madurez, así como un mayor desarrollo muscular.
Ryu es practicante del arte marcial ficticio Ansatsuken (暗殺拳, «puño asesino»), aunque cuando Street Fighter II fue lanzado por primera vez en América, Capcom designó su estilo como karate Shotokan, lo cual a su vez dio origen al término «shoto», usado para nombrar a personajes con estilo de juego similar a Ryu. Su ataque más característico es el Hadōken, un proyectil de energía que lanza con sus manos.

### Personalidad
Un rasgo distintivo de Ryu es su dedicación a las artes marciales o budō (camino del guerrero), demostrando un carácter serio, modesto y callado. La personalidad de Ryu ha sido comparada con la del protagonista homónimo de la novela Miyamoto Musashi; un samurái solitario y viajero que dedica su vida a perfeccionar sus técnicas combativas, de carácter estoico, romántico y muy influido por el budismo Zen.

## Apariciones
Ryu ha aparecido en todos los juegos principales de Street Fighter así como en la mayoría de sus spin-offs y crossovers.

### EnStreet Fighter
Ryu apareció por primera vez en Street Fighter (1987), como el personaje jugable por defecto. Compite para poner prueba sus habilidades en un torneo contra rivales alrededor del mundo hasta enfrentar al campeón, Sagat.
Su siguiente aparición fue en Street Fighter II: The World Warrior (1991), situado varios años después de derrotar a Sagat. Ryu participa en un segundo torneo y en su final, es el ganador del torneo pero no asiste a la ceremonia de premiación, pues ha partido en busca de su siguiente reto.
La historia de Ryu fue ampliada en Street Fighter Alpha (1995-1998), situada cronológicamente entre Street Fighter y Street Fighter II. En el primer juego de esta serie Ryu enfrenta y derrota nuevamente a Sagat. En Street Fighter Alpha 2 (1996) Ryu busca enfrentar a Akuma, el hermano y asesino de su maestro; Akuma le revela que al igual que él, Ryu posee un poder maligno llamado Satsui no Hadō (殺意の波動 lit. «ola de intenciones asesinas»). En Street Fighter Alpha 3 (1998) el personaje M. Bison intenta usar a Ryu como un cuerpo huésped para su consciencia, pero es derrotado.
Ryu aparece nuevamente en los tres juegos de la serie Street Fighter III (1997-1999), aun motivado por encontrar nuevos desafíos. Street Fighter IV, situado cronológicamente entre Street Fighter II y Street Fighter III muestra a Ryu luchando contra una organización criminal así como para evitar ser dominado por el Satsui no Hadō.
Durante Street Fighter V, situado cronológicamente entre Street Fighter IV y Street Fighter III, Ryu derrota definitivamente a M.Bison con ayuda de Charlie Nash. También se libera del Satsui no Hadō, que se manifiesta como Kage, una versión malévola de él mismo, pero es vencido al no poder doblegar la voluntad de Ryu.
Ryu ha sido confirmado como personaje jugable en Street Fighter 6, con un lanzamiento programado para junio de 2023.
Aparece en los tres juegos del spin-off Street Fighter EX, desarrollado por Arika. El productor de esta serie de juegos, Ichiro Mihara, los describió como uno de los tres personajes esenciales de Street Fighter. junto con Chun-Li y Ken.

### Crossoversy apariciones como invitado
- Marvel vs. Capcom
  - X-Men vs. Street Fighter
  - Marvel Super Heroes vs. Street Fighter
  - Marvel vs. Capcom: Clash of Super Heroes
  - Marvel vs. Capcom 2: New Age of Heroes
  - Marvel vs. Capcom 3: Fate of Two Worlds y su extensión Ultimate
  - Marvel vs. Capcom: Infinite
- Capcom vs. SNK
  - SNK vs. Capcom: The Match of the Millennium
  - Capcom vs. SNK: Millennium Fight 2000
  - Capcom vs. SNK 2: Mark of the Millennium 2001
  - SVC Chaos: SNK vs. Capcom
- Super Gem Fighther Mini Mix
- Capcom Fighting Evolution
- Tatsunoko vs. Capcom: Ultimate All-Stars
- Street Fighter X Tekken
- Project X
  - Namco x Capcom
  - Project × Zone
  - Project × Zone 2
- Asura's Wrath

- Fortnite

- Brawlhalla

#### Super Smash Bros.
- Super Smash Bros. para Nintendo 3DS y Wii U
- Super Smash Bros. Ultimate

En junio de 2015 Ryu se convierte en un personaje jugable de Super Smash Bros. para Nintendo 3DS y Wii U junto con su escenario, el castillo de Susaku. Ryu aparece nuevamente como personaje jugable en Super Smash Bros. Ultimate, en 2018.

#### Power Rangers
- Power Rangers: Legacy Wars
- Power Rangers: Battle for the Grid

Ryu es un personaje invitado del videojuego para móviles Power Rangers: Legacy Wars, junto con Chun-Li, Guile, Cammy, Akuma y Bison. En este juego es un Ranger llamado Ryu Crimson Hawk.

### Otros medios
Ryu ha protagonizado la mayoría de las adaptaciones a otros medios de Street Fighter.
Es el protagonista de la película de animación japonesa Street Fighter II: The Animated Movie de 1994. Junto con Ken, es el protagonista de la serie de anime Street Fighter II V de 1995 y en 2009 protagonizó el OVA Street Fighter IV- The Ties That Bind. En las dos adaptaciones de Street Fighter Alpha como OVA Ryu ha sido el personaje principal; primero en Street Fighter Alpha: The Animation de 1999 y después en Street Fighter Alpha: Generations de 2005.
Ryu es un personaje secundario interpretado por Byron Mann en la película Street Fighter: La última batalla de 1994. En Street Fighter, la serie de animación de 1995 basada de manera general en La última batalla, es miembro de un comando liderado por Guile.
Jon Foo interpretó a Ryu en el fan film Street Fighter: Legacy de 2010, la cual fue producida para generar interés en la producción de una serie de televisión. En 2012 Capcom aprobó que sus creadores usaran los personajes de Street Fighter y, después de una campaña de crowfunding, en 2014 se estrenó en línea la serie Street Fighter: Assassin's Fist con Ryu y Ken como personajes principales, interpretados por Mike Moh y Christian Howard, respectivamente.
En el corto Power Rangers Legacy Wars: Street Fighter Showdown, un crossover entre Street Fighter y Power Rangers de 2018, Ryu es interpretado por Peter Jang y asume el rol de «RyuRanger».
En manga, Ryu ha aparecido como personaje principal en Street Fighter II de 1993, Street Fighter III: Ryu Final de 2007 y como personaje secundario en Street Fighter: Sakura Ganbaru! de 1997.
Udon Entertainment ha publicado historietas adaptando la trama de la serie Street Fighter en las que frecuentemente aparece Ryu como protagonista o personaje secundario.
Ryu ha hecho cameos en las películas Ready Player One y Goosebumps 2: Haunted Halloween, ambas de 2018, así como en la película animada de 2012, Wreck-It Ralph.

## Recepción
El éxito de Street Fighter en los videojuegos de lucha convirtió a Ryu en uno de los personajes más importantes de todo el género. Desde sus primeras apariciones, la popularidad e influencia de Ryu en los videojuegos ha sido reconocida en diferentes publicaciones y sitios web especializados, así como por el público en general.
En una entrevista con Game On!, el líder de Investigación y Desarrollo de Capcom Noritaka Funimazu afirmó que Ryu es uno de los personajes más populares de Street Fighter entre la audiencia americana, junto con Zangief y Guile. IGN lo ha situado como el personaje como el más popular de la saga, definido como «un testamento a la virtud de la simplicidad en el diseño de personajes, que le convierten en un icono», mientras que CBR lo ha descrito como un «ícono de los videojuegos», junto a Chun-Li, por su constante desarrollo desde su primera aparición.
Fue considerado como el tercer mejor personaje de 1991 por la revista GAMEST y en 1997 fue nombrado como personaje número 13 en una lista de los 50 mejores personajes de 1996 por la misma revista.
Ryu ocupó el segundo y sexto lugar en dos listas sobre los principales personajes de Street Fighter compiladas por GameDaily en 2008. UGO ha mencionado en varias ocasiones la popularidad y relevancia de Ryu. En 2009 lo colocó en la posición 71 en su artículo sobre los 100 héroes principales de todos los tiempos en 2010 lo situó en la segunda posición en su lista sobre los 50 personajes principales de Street Fighter.
En el 2011 estuvo en el lugar 49 de la lista de los 50 personajes principales de videojuegos compilada en la Gamer's Edition del libro Guinness de los récords y ocupó el lugar 27 en la lista de los más grandes personajes de videojuegos de la revista Empire.
En cuanto a su popularidad entre el público en general, Ryu fue votado el noveno personaje más popular de Street Fighter en una encuesta realizada por Capcom en 2017 en la que participaron 150 000 personas de distintas regiones del mundo. En una muestra de 4 000 partidas en línea de Super Street Fighter IV, Ryu fue el personaje más popular, usado en 16,6% de las ocasiones mientras que ha sido de manera consistente el personaje más jugado en Street Fighter V desde 2016.
Ryu se ha enfrentado a personajes de franquicias de Capcom como Darkstalkers, Resident Evil y Devil May Cry, así como con personajes de Marvel Comics, SNK, Tatsunoko, Namco, Nintendo y Sega, entre otros.
Dado su éxito, Capcom ha creado personajes con un estilo de lucha similar, como Sakura Kasugano, Sean Matsuda y Dan Hibiki.